# Winx Power Show
Winx Power Show – pierwsza w historii trasa koncertowa przeprowadzona we Włoszech dotycząca przygód czarodziejek z Klubu Winx. Wystawiana była w latach 2005-2007. Musical został wyprodukowany przez M.A.S., w reżyserii Salvatore Vivinetto. Muzykę do trasy skomponowali Fabio Serri, Francesco Lori, Angelo Poggi i Giovanni Cera; a choreografią zajęli się Alberta Palmisano i Massimo Savatteri.

## Fabuła
Historia zaczyna w Magix, gdzie z planety Ziemia dochodzi głos Melissy, młodej dziewczyny, która wątpi w istnienie Winx. Nowa misja czarodziejek przeniesie je na Ziemię. Bloom, Stella, Flora, Musa, Tecna i Layla staną twarzą w twarz z ich agresywnym i okrutnym wrogiem, którego dobrze już znają - wiedźmy Trix, które sprzymierzyły się z przerażającym Lordem Darkarem. Z pomocą Specjalistów, Winx przezwyciężą wszystkie trudności, pokonując zło w emocjonującym pojedynku.

## Postacie
- Bloom: Mary Dima  (główna) , Francesca Colapietro  (dublerka I) , Melissa Marchetto  (dublerka II) ,
- Stella: Sara Marinaccio
- Flora: Claudia Alfonso
- Musa: Erika Iacono
- Tecna: Annamaria De Matteo
- Layla: Karima Machehour-Vhelade
- Sky: Giacomo Bia  (główna) , Popy Archetti  (dubler)
- Brandon: Davide Leso
- Riven: Manuel Ferruggia (główna) , Francesco Palazzo  (dubler)
- Timmy: Daniele Cauduro
- Helia Ettore Romano (główna) , Daniele Greco (dubler)
- Icy: Dania Mansi
- Darcy: Valentina Berretta
- Stormy: Sabrina Orlando
- Lord Darkar: Paolo Carta (główna) , Germano Aledda  (dubler)
- Melissa: Melissa Marchetto

## Muzyka
Do całej trasy koncertowej napisane zostało 13 nowych utworów, których nie usłyszymy w serialu. Prace nad piosenkami rozpoczęto na początku 2005 roku i zajęli się nimi Fabio Serri, Francesco Lori, Angelo Poggi i Giovanni Cera. Singlem płyty jest kultowa piosenka z pierwszej transformacji Winx pt. "Siamo noi le Winx" (pol. "My dziewczyny z Winx") śpiewana przez Mary Dima, Sara Marinaccio, Claudia Alfonso, Annamaria De Matteo, Erika Iacono i Karima Machehour.
1. Una di noi  (Jedna z nas)
2. L'attimo che cresce (Moment, w którym rosnę)
3. Siamo noi le Winx  (Jesteśmy Winx)
4. Non c'è amore  (Nie ma miłości)
5. Un pizzico di magia  (Trochę magii)
6. Abili guerrieri  (Wykwalifikowani specjaliści)
7. Il canto delle sirene  (Syrenia pieśń)
8. Nel cielo solo stelle  (Na niebie tylko gwiazdy)
9. Mondo fatato  (Czarodziejki świat)
10. Fantabosco  (Fanta-bombastycznie)
11. Balla con me  (Zatańcz ze mną)
12. Non mi arrenderò  (Nie poddam się)
13. Più che puoi  (Więcej niż Ty)
14. Vola se vuoi  (Leć jeśli chcesz)

## Daty koncertów
| Data                             | Miasto         | Miejsce                             |
| -------------------------------- | -------------- | ----------------------------------- |
| 3–15 października 2006           | Mediolan       | Teatro Nuovo                        |
| 20 października–5 listopada 2006 | Rzym           | Teatro Olimpico                     |
| 11-12 listopada 2006             | Monza          | Teatro Manzoni                      |
| 14 listopada 2006                | Imperia        | Teatro Cavour                       |
| 15 listopada 2006                | Aleksandria    | Teatro Comunale                     |
| 17 listopada 2006                | Brescia        | Palabrescia                         |
| 19-19 listopada 2006             | Bergamo        | Teatro Creberg                      |
| 25-26 listopada 2006             | Padova         | Arena Spettacoli - PadovaFiere      |
| 30 listoapa 2006                 | Cagliari       | Palasport                           |
| 1 grudnia 2006                   | Sassari        | Palasport                           |
| 5-7 grudnia 2006                 | Catania        | Teatro Metropolitan                 |
| 12 grudnia 2006                  | Cesano Boscone | Teatro Cristallo                    |
| 16-17 grudnia 2006               | Mediolan       | Mazda Palace                        |
| 19-21 grudnia 2006               | Genova         | Politeama Genovese                  |
| 22-28 grudnia 2006               | Firenze        | Teatro Saschall                     |
| 19 grudnia 2006                  | Asyż           | Teatro Lyrick                       |
| 2-3 stycznia 2007                | Neapol         | Palapartenope                       |
| 5-7 grudnia 2007                 | Bolonia        | Auditorium sala Europa              |
| 20 stycznia 2007                 | Brindisi       | Teatro Verdi                        |
| 21 stycznia 2007                 | Bari           | Teatro Team                         |
| 23 stycznia 2007                 | Lecce          | Teatro Politeama                    |
| 3 lutego 2007                    | Reggio Emilia  | Palasport di Reggio Emilia          |
| 4 lutego 2007                    | Rimini         | 105 Stadium                         |
| 10 lutego 2007                   | Novara         | Sporting Palace                     |
| 11 lutego 2007                   | Varese         | Teatro di Varese                    |
| 21 lutego 2007                   | Latina         | Palabianchini di Latina             |
| 23 lutego 2007                   | Pietrasanta    | Teatro Comunale di Pietrasanta      |
| 24 lutego 2007                   | Alassio        | Palazzetto dello sport 'L. Ravizza' |
| 2 marca 2007                     | Piacenza       | Teatro Politeama                    |
| 3 marca 2007                     | Pordenone      | Palasport di Pordenone              |
| 4 marca 2007                     | Werona         | Palasport                           |
| 10 marca 2007                    | Torino         | Mazda Palace di Torino              |
| 11 marca 2007                    | Modena         | Fiera di Modena                     |